# Le facce della morte n. 2
Le facce della morte n. 2 è un film del 1981, diretto da John Alan Schwartz; è il seguito de Le facce della morte (1978).